# Линия Тоганэ
Линия Тоганэ (яп. 東金線 то:ганэ сэн) — железнодорожная линия японского железнодорожного оператора East Japan Railway Company, расположенная в префектуре Тиба, протянувшаяся от станции Оами расположенной в посёлке Оамисирасато до станции Наруто расположенной в городе Самму.

## Виды Обслуживания
Некоторые поезда идут от/до станции Тиба по линии Сотобо. Каждый день, утром и вечером скорый поезд ходит от/до станции Наруто от/до станции Токио через линии Сотобо и Кэйё.

## Станции
- Все станции расположены в префектуре Тиба.
- Все поезда останавливаются на каждой станции.
- Разъезды доступны на станциях помеченных символами «◇», «∨», «∧»; недоступны на станциях помеченных «｜».

| Станция    | Японское название | Расстояние (км) | Расстояние (км) | Пересадки                                            |    | Расположение |
| Станция    | Японское название | Между станциями | Всего           | Пересадки                                            |    | Расположение |
| ---------- | ----------------- | --------------- | --------------- | ---------------------------------------------------- | -- | ------------ |
| Оами       | 大網              | -               | 0.0             | Линия Сотобо (некоторые поезда идут до станции Сога) | v  | Оамисирасато |
| Фукудавара | 福俵              | 3.8             | 3.8             |                                                      | ｜ | Тогане       |
| Тоганэ     | 東金              | 2.0             | 5.8             |                                                      | ◇  | Тогане       |
| Гумё       | 求名              | 3.8             | 9.6             |                                                      | ◇  | Тогане       |
| Наруто     | 成東              | 4.2             | 13.8            | Линия Собу                                           | ^  | Самму        |